# Sajder
Sajder (engl. Cider) je fermentisano alkoholno piće napravljeno od soka od jabuke ili kruške. Alkoholni sadržaj sajdera varira od 2%  do 8,5% zapreminski ili više. U nekim regionima, kao što je Nemačka i Amerika, sajder može da označava „vino od jabuka“. Kad se dodaju šećer i dodatno voće i kad se sekundarnom fermentacijom povisi sadržaj alkohola, sajder se klasifikuje kao vino od jabuka. Sajder od jabuke se može praviti od bilo koje vrste jabuka, mada se pojedine vrste gaje prvenstveno za tu svrhu.
Sajder je veoma popularan u Ujedinjenom Kraljevstvu, posebno u jugozapadnoj i istočnoj Engleskoj. Britanija ima najveću potrošnju sajdera po glavi stanovnika, kao i najveće kompanije za proizvodnju ovog pića, među kojima je H. P. Bulmer najveća. U Ujedinjenom Kraljevstvu se proizvede 600 miliona litara sajdera godišnje. Sajderi sa jugozapada Engleske su generalno jača pića. Sajder je takođe popularan u mnogim zemljama Komonvelta, poput Indije, Kanade, Australije, i Novog Zelanda. Osim u Velikoj Britaniji i njenim bivšim kolonijama, sajder je popularan u Portugalu (uglavnom u Minhu i na Madeiri), Francuskoj (posebno u Normandiji i Bretanji), severnoj Italiji (Pijemont i Frijuli) i severnoj Španiji (posebno u Kneževini Asturiji i Baskija). Srednja Evropa takođe ima svoje vrste sajdera sa Rajna-Palatinatom i Hesenom koje proizvode posebno kiselu verziju poznatu kao Apfelvajn. U SAD-u se sorte fermentisanog sajdera često nazivaju tvrdim sajderom kako bi se razlikovala alkoholna jabukovača od bezalkoholnog pića od jabuka ili „slatkog sajdera”, takođe napravljenog od jabuka. U Kanadi sajder ne može sadržati manje od 2,5% ili preko 13% apsolutnog alkohola po zapremini.
Dodavanje šećera ili dodatnog voća pre druge fermentacije povećava sadržaj etanola u dobijenom napitku. Sadržaj alkohola u sajderu varira od 1,2% do 8,5% po zapremini ili više u tradicionalnim engleskim pićima, i 3,5% do 12% u kontinentalnim sajderima. Prema britanskom zakonu, on mora sadržavati najmanje 35% soka od jabuke (svežeg ili iz koncentrata), iako CAMRA (engl. the Campaign for Real Ale) navodi da „pravi sajder” mora sadržati najmanje 90% svežeg soka od jabuke. U SAD se primenjuje minimum od 50%. U Francuskoj se sajder mora praviti isključivo od jabuka.
Jedna studija iz 2014. je ustanovila da boca sajdera od 1 US pt (470 ml) sadrži pet kašičica (20,5 g) šećera, što je skoro količina koju SZO preporučuje kao dnevni unos dodatog šećera odrasloj osobi, i 5-10 puta količina šećera u lageru ili pivu.
Peri je proizvod sličan sajderu napravljen od fermentisanog soka od kruške. Kad se destiluje, sajder se pretvara u jabukovaču.

## Stilovi sajdera

### Geografija i poreklo
Sajder je drevno piće. Niko ne zna kada i gde je prvi put napravljeno, jer je izvorna distribucija njegove glavne komponente, jabuke, toliko rasprostranjena, od Bliskog istoka do severozapadne Evrope. Na tržištu se sajder može podeliti u dva glavna stila, standardni i specijalizovane forme. Prvu grupu čine moderni sajderi i tradicionalni sajderi. Moderni sajderi proizvode se od kulinarskih jabuka poput Gala. Tradicionalni sajderi se proizvode od tradicionalnih za ovo piće specifičnih sorti, ili divljih jabuka, poput zlatne ruže. Istorijski gledano, sajder je pravljen od jedino dostupnih resursa za njegovu izradu, te stil nije bio značajan faktor u razmatranju proizvodnog procesa. Jabuke su istorijski bile ograničene na hladniju klimu Zapadne Evrope i Britanije, gde je civilizacija sporo napredovala u pogledu pisane evidenciju. Sajder je isprv pravljen od malus jabuka, koje su preci gorkoslatkih i gorkooštrih jabuka koje koriste današnji engleski proizvođači sajdera.
Engleski sajder ima suvlju verziju ploda sa većim sadržajem alkohola. Za njegovu pripremu se koriste otvorene posude za fermentaciju i gorkoslatke malus jabuke. Francuzi su razvili slatki sajder sa niskim sadržajem alkohola koristeći slatke jabuke i proces kivinga. Ovo su koreni standardnih stilova koji su danas poznati. Stilovi sajdera su evoluirali na bazi korišćenih metoda, dostupnih jabuka i lokalnog ukusa. Tehnike proizvodnje razvile su se, kao i kod većina tehnologija, pristupom pokušaja i greške. Zapravo, promenljive su bile skoro previše razuđene da bi se mogle pratiti, uključujući: spontanu fermentaciju, vrstu posuda koje se koriste, uslove okoline i sorte jabuka. Do poboljšanja je došlo mnogo kasnije kada je sajder postao komercijalni proizvod i proces je bolje shvaćen. Međutim, s obzirom na to da je sajder sve popularnija, proizvodnja specijalizovanih stilova je vremenom postala sve zastupljenija.

### Moderni sajderi
Moderni sajderi su napravljeni od kulinarskih jabuka. Oni imaju manje tanina i veću kiselost od ostalih stilova sajdera. Uobičajene kulinarske jabuke koje se koriste u savremenim sajderima su Makintoš, Zlatni Delišos, Jonagold, Grani Smit, Gala i Fudži. Slatki sajderi ili oni sa niskim sadržajem alkohola imaju tendenciju posedovanja jake arome i aromatičnog karaktera jabuke, dok će suvlji i jači sajderi teže da poprimaju širi raspon voćnih aroma. Moderni sajderi variraju u boji od blede do žute i mogu se kretati od briljantne do maglovite jasnoće. Jasnoća se može promeniti različitim praksama pravljenja pića, u zavisnosti od namera proizvođača.

### Tradicionalni sajderi
Tradicionalni sajderi su napravljene od kulinarskih i sajderskih jabuka, uključujući gorkoslatke, gorkooštre, i divlje jabuke. Uobičajene jabuke koje se koriste u tradicionalnim sajderima su Dabinet, Kingston Blek, Rokberi Raset i Vikson. Tradicionalni sajderi imaju veći sadržaj tanina od modernih sajdera. Njihove boje su u opsegu od žute do jantarne, i idu od prozirnih do maglovitih. Prozirnost tradicionalnih sajdera takođe zavisi od proizvodne prakse, i varira od proizvođača do proizvođača.
U Kanadi se neki sajderi prodaju u „lojalističkom stilu”. Oni su veoma suvi i napravljene su od Makintoš jabuka, tradicionalne kanadske sorte.

### Specijalizovani stilovi sajdera
Sajderi specijalizovanih stilova su podložni mnogo većem broju manipulacija od modernih ili tradicionalnih formi. Ne postoje ograničenja za sorte jabuka koje se koriste, i lista specijalizovanih stilova postaje sve duža. Specijalizovani stilovi navedeni u USACM stilskom vodiču za sajder obuhvataju: voćne, hmeljne, začinjene, odstajale u drvenim posudama, kisele i ledene sajdere. Voćni sajderi imaju drugo voće ili sokove dodate pre ili nakon fermentacije, poput trešanja, borovnica i brusnica. Hmeljni sajder se fermentiše sa dodatkom hmelja, pri čemu su uobičajene sorte hmelja: Kaskada, Citra, Galaksi, i Mozaik. Začinjeni sajderi imaju razne začine dodate, tokom ili nakon fermentacije. Začini poput cimeta i đumbira popularni su za upotrebu u proizvodnji. Forme pića koje su odstajale u drvetu su sajderi koji su ili fermentisani ili odležali u različitim vrstama drvenih buradi, što omogućava ekstrakciju drvenastih, zemljanih aroma. Kiseli sajderi imaju visok sadržaj kiselina koje se proizvode primenom nestandardnih kvasaca (koje nisu srodni sa Saccharomyces kvascom) i bakterija, čime se pojačava produkcija sirćetne i mlečne kiseline, kako bi se ostvario kiseli profil. Ledeni sajderi mogu se napraviti pomoću prethodno presovanog smrznutog soka ili smrznutih celih jabuka. Cele jabuke mogu biti dopremljene smrznute iz voćnjaka, zavisno od datuma berbe, ili se čuvaju u zamrzivaču pre presovanja. Kada se prethodno presovani sok ili cele jabuke smrznu, šećeri se koncentrišu i uglavnom odvajaju od vode. Cele jabuke se zatim presuju da bi se ekstrahovao koncentrovani sok. Za prethodno presovani sok, koncentrovani rastvor se odvaja tokom odmrzavanja. Prema američkom Zavodu za porez i trgovinu alkoholom i duvanom (TTB), proizvođači sajdera mogu označiti proizvod kao „ledeni sajder“ samo ako je proizveden od jabuka prirodno smrznutih na otvorenom.
Dva stila koja nisu navedena u USACM Stildkm vodiču sajdera su Roze i Penušavi sajder. Roze sajder se može proizvesti od sorti jabuka koje imaju crvenkasto-ružičastu pulpu, poput rozog bisera i amor roža. Sajderi od ružičaste boje mogu se takođe stvoriti dodavanjem crvenih boja za hranu, prethodno korišćenih kožica crvenog grožđa, poput marketa sa visokom koncentracijom antocijanina, crvenog voća, latica ruže ili hibiskusa. Na kraju, penušavi sajderi se mogu proizvesti metodama direktne karbonizacije, dodavanjem ugljen-dioksida (CO2) ili metodom Šampenoaza da bi se ponovo stvorio tradicionalni šampanjski stil.

## Literatura
- Farmhouse Cider & Scrumpy, Bob Bunker 1999
- Household Cyclopedia, 1881
- The History and Virtues of Cyder, R. K. French (Robert Hale 1982 - reprinted 2010)
- Benjamin Albert Botkin A treasury of New England folklore: stories, ballads, and traditions of the Yankee people, Crown Publishers, 1947, 934 pages

## Spoljašnje veze
- „Cider”. The New Student's Reference Work. 1914.
- Cider на веб-сајту  (језик: енглески)